# Fifth Angel
I Fifth Angel sono un gruppo heavy metal statunitense, formatosi nel 1983 a Bellevue, Washington.

## Storia del gruppo
I Fifth Angel nascono nei pressi di Seattle nel tardo 1983, da un'idea di James Byrd (chitarra), Ted Pilot (voce) e Ken Mary (batteria). Ed Archer (chitarra), Ken Mary e Ted Pilot avevano precedentemente già formato un altro gruppo, i Ridge, con cui, durante le scuole superiori, avevano già vinto alcuni premi nelle competizioni fra gruppi conosciute come "Battle of the bands". Ken Mary nel frattempo aveva collaborato con diversi artisti come il chitarrista virtuoso Randy Hansen o la heavy metal band di Seattle TKO (band nel quale militò anche Adam Bomb). Byrd in precedenza invece militava in una cover band degli UFO e Scorpions. Sentendo parlare di Mary e di Pilot, Byrd decise di lasciare Los Angeles per tornare a Seattle, sua città natale, e qui formare un gruppo con i due. Da questa unione nacquero così i Fifth Angel, che verranno raggiunti successivamente da Ed Archer (chitarra ritmica) e Kenny Kay (basso).
Prendendo spunto dai Queensrÿche, nota band heavy metal della scena di Seattle, il gruppo inizierà a comporre i primi brani ed a presentarsi in diversi club, a caccia di un contratto discografico. La prima registrazione del gruppo sarà nel tardo 1983 una demo di quattro tracce prodotta da Terry Date, per la Stewe Lawson Produtions. La demo conterrà le canzoni "Fifth Angel", "Wings of Destiny", "In the Fallout" e "Fade to Flames". Pare che partecipò alle sessioni in vesti di bassista il chitarrista Randy Hansen, con cui Mary aveva già suonato in precedenza. Questa prima demo otterrà un discreto successo, tanto da essere notati dalla Shrapnel Records, etichetta indipendente dedicata alla musica heavy metal, e gestita da Mike Varney. Le quattro tracce della demo verranno inserite nel debutto, insieme ad altri cinque brani registrati nel 1985: "Shout it Out", "Call Out the Warning", "The Night", "Only the Strong Survive" e "Cry Out the Fools". Durante il mixaggio del disco a San Francisco, Mary partecipò come session player al disco dei Chastain Rulers Of The Wasteland (1986) su richiesta di Varney. L'omonimo Fifth Angel, verrà prodotto da Terry Date e pubblicato nel 1986. A seguito della pubblicazione, Kenny Kay lascerà il suo posto al basso a John Macko. Parallelamente, Ken Mary partecipò ai dischi di Alice Cooper Constrictor (1986) e Raise Your Fist and Yell (1987), e nei relativi tour fino al tardo 1987. Inoltre il batterista apparì nel disco Fire Works dei tedeschi Bonfire nello stesso anno.
Il successo ottenuto dal primo album permise inoltre al gruppo di firmare per la major Epic Records, che ristampò il primo album nel 1988. Con l'uscita del disco, i Fifth Angel partiranno per il Riding on the Wings tour nel 1986. Ma nuovamente il gruppo subì un cambio di line-up: il chitarrista e fondatore James Byrd abbandonò il gruppo, sostituito da Kendall Bechtel. Mary intraprese nuovamente un percorso parallelo, raggiungendo gli House of Lords nel 1988, con cui diede alle stampe l'omonimo House of Lords lo stesso anno. Nel 1989 i Fifth Angel realizzarono il secondo album intitolato Time Will Tell. Prodotto da Terry Brown, vedeva come ospite Lisa Dalbello come corista. Pur mantenendo un livello compositivo elevato, il nuovo lavoro si accosta maggiormente ad un hair metal più lento e melodico con tinte AOR, presumibilmente su spinta della major. Furono addirittura tacciati di assomigliare agli UFO, storica band inglese anni settanta, e non a caso, nel disco è presente la loro cover "Lights Out". Ma i Fifth Angel non riusciranno neanche ad intraprendere il tour promozionale, a causa del prematuro scioglimento dovuto all'abbandono dell'etichetta.
Successivamente Mary fonderà una christian metal band chiamata Soul Shock Remedy nel ruolo di cantante, cambiando il suo cognome in Mari. Il gruppo pubblicò un unico disco nel 1994 intitolato Fisheye Lens. James Byrd fondò il progetto James Byrd's Atlantis Rising realizzando un disco omonimo per la Roadrunner Records nel 1991. La band includeva l'ex bassista dei TKO e Q5 Evan Sheely, il batterista Scott Hunt ed il cantante Freddy Krumins. Byrd pubblicò anche un disco solista intitolato Octoglomerate nel 1993. Il disco successivo Son Of Man verrà pubblicato nel 1995. Byrd inoltre collaborerà con l'ex cantante dei Lynch Mob Robert Mason nel suo disco The Apocalypse Chime del 1996. Lo stesso anno il chitarrista fonderà il suo marchio di chitarre, la Byrd Guitar Company e continuerà a sfornare dischi solisti. Mary, dopo aver pubblicato una lunga serie di dischi con gli Impellitteri, tornò negli House of Lords nel 2000. Quell'anno emersero delle false voci sulla riunione dei Fifth Angel, ma vennero subito smentite dalla band. Nel 2007, la formazione di Time Will Tell discusse su un'eventuale riunione in occasione di alcune date in festival europei, ma infine non venne realizzata.
Nel marzo 2009, dopo 20 anni, i Fifth Angel annunciarono la riunione per la pubblicazione di un nuovo album in studio. Agli inizi del 2011 i Fifth Angel comunicarono che David Fefolt (ex Valhalla, Hawk, Masi, Forgotten Realm, Angels Of Babylon) sarebbe divenuto il loro nuovo cantante. La band ha pubblicato il terzo album intitolato "The Third Secret" il 26 ottobre 2018 per la Nuclear Blast.

## Attuale Formazione
- Ed Archer – chitarra ritmica
- Ken Mary – batteria
- John Macko – basso
- Ethan Brosh - chitarra solista

## Formazione dal 1986-1989
- Ted Pilot - voce
- Kendall Bechtel - chitarra solista
- Ed Archer - chitarra ritmica
- John Macko - basso
- Ken Mary - batteria

## I Fifth Angel riuniti nel 2011
- David Fefolt - voce
- Kendall Bechtel - chitarra solista
- Ed Archer - chitarra ritmica
- John Macko - basso
- Jeffrey McCormack - batteria

### Ex-componenti
- Kenny Kay - basso
- James Byrd - chitarra solista
- Ted Pilot - voce
- Peter Orullian – voce

## Discografia

### Album in studio
- 1986 - Fifth Angel
- 1989 - Time Will Tell
- 2018 - The Third Secret
- 2023 - When Angels Kill

### Apparizioni
- 1988 - Interchords Words and Music (split con i Sanctuary)

### Demo
- 1985 - 1985 Demo

### Singoli
- 1986 - Fifth Angel

### Video musicali
- 1989 - Time Will Tell